# Canal Perquilauquén-Ñiquen
El canal Perquilauquén-Ñiquen es una obra hidráulica para el trasvase de agua de riego desde el río Perquilauquén (en la confluencia con el río Catillo a 5 kilómetros al oriente de la ruta 5 sur) a una zona que abarca 2833 hectáreas en Perquilauquén y Ñiquen.: 74 
El canal matriz esta revestido con losetas de hormigón prefabricadas y hormigón in situ en tramo de 5.217 m y puede llevar 4,2 m³/s hasta el Km 4,85 y 3 m³/s, hasta el Km 11,70.
(No debe ser confundido con el canal Matriz Perquilauquén, que sale 5 km aguas abajo de la ruta 5.)